# ASTERIX
ASTERIX (англ. сокр. All Purpose Structured Eurocontrol Surveillance Information Exchange, многоцелевой структурированный обмен информацией наблюдения Евроконтроля) — протокол прикладного/представительского уровня, ответственный за определение и сбор данных, разработанный для обеспечения трансляции и обмена данными наблюдения.

## Правила изменения категорий
Спецификация ASTERIX разбита на части. В первой части описываются основные принципы, а остальные части относятся к различным областям применения. Каждой области применения должна соответствовать одна и только одна часть спецификации. Часть может иметь разные версии, которые могут сосуществовать одновременно и поддерживаться независимо друг от друга.
Правила позволяют определить 32 области применения. Каждой области должна быть присвоена начальная категория от 0 до 31 включительно.
Чтобы избежать неправильного толкования данных, любой новой версии части должна быть присвоена категория, чей номер отличается от предыдущего. Номер рассчитывается по следующей формуле.
{\displaystyle Cat(N+1)={\bigl (}Cat(N)+32{\bigr )}{\bmod {1}}28}
Где:
- {\displaystyle Cat(N)} — категория для части версии N.
- {\displaystyle Cat(N+1)} — категория для версии, следующей за N.
- {\displaystyle A{\bmod {B}}} — операция взятия остатка от деления A на B.

Правила применяются к категориям от 0 до 127 включительно.

## Обозначения
В этой статье для обозначения размера данных используются целые числа либо целые числа со знаком +. Например: 1+. Это означает, что размер данных равен или больше целого числа перед знаком +. Размер данных всегда равен целому числу.

## Структура данных

### Редакция 2.1 и более ранние
В спецификации ASTERIX редакции 2.1 (апрель 2013) и более ранних редакциях структура данных следующая.

#### Блок данных
| Байт         | 0                | 1...2               | 3...     | 3...     | 3... | 3...     |
| Обозначение  | CAT              | LEN                 | RECORD 1 | RECORD 2 | ...  | RECORD K |
| Наименование | Категория данных | Размер блока данных | Запись 1 | Запись 2 | ...  | Запись K |
| Размер, байт | 1                | 2                   | 1+       | 1+       | 1+   | 1+       |

#### Запись
| Байт         | 0...m              | (m+1)...      | (m+1)...      | (m+1)... | (m+1)...      |
| Обозначение  | FSPEC              | DATA FIELD 1  | DATA FIELD 2  | ...      | DATA FIELD N  |
| Наименование | Спецификация полей | Поле данных 1 | Поле данных 2 | ...      | Поле данных N |
| Размер, байт | 1+                 | 0+            | 0+            | ...      | 0+            |

Где: N — количество полей.

#### Спецификация полей (FSPEC)
| Байт        | 0  | 0  | 0  | 0  | 0  | 0  | 0  | 0  | 1  | 1  | 1   | 1   | 1   | 1   | 1   | 1  | 2...(L-1)    | L      | L      | L      | L      | L      | L      | L    | L    |
| Бит         | 0  | 1  | 2  | 3  | 4  | 5  | 6  | 7  | 8  | 9  | 10  | 11  | 12  | 13  | 14  | 15 | 16...(M-8)   | M-7    | M-6    | M-5    | M-4    | M-3    | M-2    | M-1  | M    |
| Обозначение | F1 | F2 | F3 | F4 | F5 | F6 | F7 | FX | F8 | F9 | F10 | F11 | F12 | F13 | F14 | FX | F15...F[N-7] | F[N-6] | F[N-5] | F[N-4] | F[N-3] | F[N-2] | F[N-1] | F[N] | FX=0 |

Где:
- L+1 — размер спецификации полей в байтах;
- M+1 — размер спецификации полей в битах;
- N — количество полей;
- F[Y] — индикатор наличия поля Y;
- FX — индикатор расширения полей.

Значение в бите F[Y] определяет присутствует ли поле Y в записи. Если F[Y] равно 0, то поле отсутствует, если F[Y] равно 1, то поле присутствует.
Если FX равен 1, то следующий байт — это продолжение спецификации полей. Если FX равен 0, то это означает, что достигнут конец спецификации полей.

### Редакция 2.2 и более поздние
В спецификации ASTERIX редакции 2.2 (октябрь 2014) структура данных была изменена. Стало невозможным объединяться записи в блоке данных. Данные представляются одной записью. Новая структура данных используется только для категорий 015 и 238. Для остальных категорий используется предыдущая структура данных.

#### Запись
| Байт         | 0                | 1...2               | 3...m              | (m+1)...      | (m+1)...      | (m+1)... | (m+1)...      |
| Обозначение  | CAT              | LEN                 | FSPEC              | Data field 1  | Data field 2  | ...      | Data field N  |
| Наименование | Категория данных | Размер блока данных | Спецификация полей | Поле данных 1 | Поле данных 2 | ...      | Поле данных N |
| Размер, байт | 1                | 2                   | 1+                 | 0+            | 0+            | ...      | 0+            |

Где: N — количество полей.
Спецификация полей (FSPEC) не претерпела изменений по сравнению с редакцией 2.1.

### Поля данных
Классификация полей данных следующая.
- Стандартное поле данных.
  - Поле фиксированной длины.
  - Поле расширяемой длины.
  - Поле явно заданной длины.
  - Поле с повторением.
  - Составное поле.
- Поле данных специального назначения.
- Зарезервированное поле данных.

#### Стандартное поле данных

##### Поле фиксированной длины
Должно содержать фиксированное количество байт.

##### Поле расширяемой длины
Имеет переменную длину. Начинается с основной части, заранее определенной длины, за которой следует некоторое количество дополнительных частей заранее определенной длины. Все дополнительные части равной длины. Наличие следующего дополнительного поля определяется младшим значащим битом в последнем байте предыдущей части (основной или дополнительной). Такой бит называется индикатором расширения поля  и обозначается FX.
| Часть                     | Основная | Основная | Дополнительные | Дополнительные | Дополнительные | Дополнительные | Дополнительные |
| Размер, байт              | n        | n        | i              | i              | ...            | i              | i              |
| Наименование/ обозначение | Данные   | FX=1     | Данные         | FX=1           | ...            | Данные         | FX=0           |

##### Поле явно заданной длины
Начинается с байта, который содержит длину поля в байтах, включая и сам этот байт.
| Байт         | 0           | 1...n  |
| Наименование | Размер поля | Данные |
| Размер, байт | 1           | n      |

##### Поле с повторением
Имеет переменную длину. Начинается с байта, значение которого равно количеству подполей. Подполя одинакового размера, следуют друг за другом.
| Байт         | 0                     | 1...i           | (i+1)... | (i+1)...        |
| Обозначение  | REP=N                 | Data Subfield 1 | ...      | Data Subfield N |
| Наименование | Количество повторений | Подполе 1       | ...      | Подполе N       |
| Размер, байт | 1                     | n               | ...      | n               |

##### Составное поле
Имеет переменную длину. Состоит из основного подполя, за которым следуют подполя данных. Основное поле определяет наличие подполей и может расширяться с помощью механизма расширения поля (FX). Подполя могут быть фиксированной длины, расширяемой длины, явно заданной длины и с повторениями, но не могут быть составными.
| Байт         | 0...m            | (m+1)...         | (m+1)...         | (m+1)... | (m+1)...         |
| Обозначение  | Primary Subfield | Data Subfield 1  | Data Subfield 2  | ...      | Data Subfield N  |
| Наименование | Основное подполе | Подполе данных 1 | Подполе данных 2 | ...      | Подполе данных N |
| Размер, байт | 1+               | 0+               | 0+               | ...      | 0+               |

| Байт        | 0   | 0   | 0   | 0   | 0   | 0   | 0   | 0  | 1   | 1   | 1    | 1    | 1    | 1    | 1    | 1  | 2...(L-1)      | L       | L       | L       | L       | L       | L       | L     | L    |
| Бит         | 0   | 1   | 2   | 3   | 4   | 5   | 6   | 7  | 8   | 9   | 10   | 11   | 12   | 13   | 14   | 15 | 16...(M-8)     | M-7     | M-6     | M-5     | M-4     | M-3     | M-2     | M-1   | M    |
| Обозначение | SF1 | SF2 | SF3 | SF4 | SF5 | SF6 | SF7 | FX | SF8 | SF9 | SF10 | SF11 | SF12 | SF13 | SF14 | FX | SF15...SF[N-7] | SF[N-6] | SF[N-5] | SF[N-4] | SF[N-3] | SF[N-2] | SF[N-1] | SF[N] | FX=0 |

Где:
- L+1 — размер спецификации подполей в байтах;
- M+1 — размер спецификации подполей в битах;
- N — количество подполей;
- SF[Y] — индикатор наличия подполя Y;
- FX — индикатор расширения поля.

Значение в бите SF[Y] определяет присутствует ли подполе Y в поле. Если SF[Y] равно 0, то подполе отсутствует, если SF[Y] равно 1, то подполе присутствует.
Если FX равен 1, то следующий байт — это продолжение основного подполя. Если FX равен 0, то это означает, что достигнут конец основного подполя.

#### Поле данных специального назначения
Используется для передачи произвольных данных. Поле прозрачно для незаинтересованных пользователей, то есть содержимое может быть проигнорировано.
Когда поле используется, для него выделяется бит в FSPEC. Обозначение такого бита: SP.
Первый байт поля содержит размер поля в байтах, включая этот байт. Следующие байты содержат произвольные данные.
| Байт         | 0           | 1...n  |
| Наименование | Размер поля | Данные |
| Размер, байт | 1           | n      |

#### Зарезервированное поле данных
Используется только в спецификации ASTERIX редакции 2.1 и более ранних.
Предназначено для предоставления механизма внесения промежуточных изменений в заданную категорию. Поле прозрачно, как и поле специального назначения.
Первый байт поля содержит размер поля в байтах, включая этот байт. Следующие байты содержат произвольные данные.
| Байт         | 0           | 1...n  |
| Наименование | Размер поля | Данные |
| Размер, байт | 1           | n      |

Начиная со спецификации ASTERIX редакции 2.2 поле не используется.